# Campeonato Mundial de Voleibol Masculino Sub-21 de 2011
El XVI Campeonato Mundial de Voleibol Masculino Sub-21 se celebró en Brasil del 01 al 16 de agosto de 2011. Fue organizado por la Federación Internacional de Voleibol. El campeonato se jugó en la subsede de Río de Janeiro.

## Proceso de Clasificación
| Confederación | Método de Clasificación                                            | Fecha                                  | Lugar                                                                             | Vacantes | Equipo                                          |
| ------------- | ------------------------------------------------------------------ | -------------------------------------- | --------------------------------------------------------------------------------- | -------- | ----------------------------------------------- |
| FIVB          | Sede                                                               | 16 de abril de 2010                    | Lausana, Suiza                                                                    | 1        | Brasil                                          |
| AVC           | Campeonato Asiático de Voleibol Masculino Sub-21 de 2010           | 01-9 de octubre de 2010                | Nakhon Pathom/Ratchaburi , Tailandia                                              | 3        | Japón Irán India                                |
| CAVB          | Campeonato Africano de Voleibol Masculino Sub-21 de 2010           | 02-9 de octubre de 2010                | Misrata, Libia                                                                    | 2        | Túnez · Egipto                                  |
| CEV           | Campeonato Europeo de Voleibol Masculino Sub-21 de 2010            | 28 de agosto - 5 de septiembre de 2010 | Moguilev/Babruysk, Bielorrusia                                                    | 1        | Rusia                                           |
| CEV           | Torneo Clasificatorio Europeo de Voleibol Masculino Sub-21 de 2010 | 18-22 de mayo de 2011                  | Samokov, Bulgaria · Moguilev, Bielorrusia · Nitra, Eslovaquia · Spergau, Alemania | 5        | Bulgaria · Serbia · España · Bélgica · Alemania |
| CSV           | Campeonato Sudamericano de Voleibol Masculino Sub-21 de 2010       | 22-26 de septiembre de 2010            | Santiago, Chile                                                                   | 1        | Argentina                                       |
| NORCECA       | Campeonato NORCECA de Voleibol Masculino Sub-21 de 2010            | 16-21 de agosto de 2010                | Ciudad de Panamá, Panamá                                                          | 3        | Estados Unidos · Canadá · Puerto Rico           |

## Equipos participantes
| Grupo A        | Grupo B     | Grupo C  | Grupo D |
| -------------- | ----------- | -------- | ------- |
| Brasil         | Argentina   | Rusia    | Irán    |
| Estados Unidos | Túnez       | India    | Serbia  |
| Bulgaria       | España      | Alemania | Bélgica |
| Japón          | Puerto Rico | Egipto   | Canadá  |

## Primera fase

### Grupo A

#### Clasificación
| Pos | Equipo         | PJ | PG | PP | SF | SC | PTS |
| --- | -------------- | -- | -- | -- | -- | -- | --- |
| 1   | Estados Unidos | 3  | 2  | 1  | 7  | 4  | 6   |
| 2   | Brasil         | 3  | 2  | 1  | 8  | 6  | 6   |
| 3   | Japón          | 3  | 2  | 1  | 7  | 7  | 4   |
| 4   | Bulgaria       | 3  | 0  | 3  | 4  | 9  | 2   |

#### Resultados
| Fecha    | Encuentro                 | Resultado | Set   | Set   | Set   | Set   | Set   | Puntuación total | Reporte |
| Fecha    | Encuentro                 | Resultado | 1     | 2     | 3     | 4     | 5     | Puntuación total | Reporte |
| -------- | ------------------------- | --------- | ----- | ----- | ----- | ----- | ----- | ---------------- | ------- |
| 01-08-11 | Estados Unidos - Bulgaria | 3-0       | 25-22 | 25-18 | 25-21 |       |       | 75-61            | P2 P3   |
| 01-08-11 | Brasil - Japón            | 2-3       | 25-21 | 19-25 | 20-25 | 25-22 | 16-18 | 105-111          | P2 P3   |
| 02-08-11 | Japón - Bulgaria          | 3-2       | 20-25 | 20-25 | 33-31 | 25-18 | 15-11 | 113-110          | P2 P3   |
| 02-08-11 | Brasil - Estados Unidos   | 3-1       | 25-19 | 21-25 | 25-23 | 25-19 |       | 96-86            | P2 P3   |
| 03-08-11 | Estados Unidos - Japón    | 3-1       | 25-20 | 21-25 | 25-18 | 25-19 |       | 96-82            | P2 P3   |
| 03-08-11 | Bulgaria - Brasil         | 2-3       | 25-23 | 19-25 | 25-23 | 23-25 | 08-15 | 100-111          | P2 P3   |

### Grupo B

#### Clasificación
| Pos | Equipo      | PJ | PG | PP | SF | SC | PTS |
| --- | ----------- | -- | -- | -- | -- | -- | --- |
| 1   | Argentina   | 3  | 3  | 0  | 9  | 2  | 9   |
| 2   | España      | 3  | 2  | 1  | 7  | 3  | 6   |
| 3   | Puerto Rico | 3  | 1  | 2  | 4  | 8  | 2   |
| 4   | Túnez       | 3  | 0  | 3  | 2  | 9  | 1   |

#### Resultados
| Fecha    | Encuentro               | Resultado | Set   | Set   | Set   | Set   | Set   | Puntuación total | Reporte |
| Fecha    | Encuentro               | Resultado | 1     | 2     | 3     | 4     | 5     | Puntuación total | Reporte |
| -------- | ----------------------- | --------- | ----- | ----- | ----- | ----- | ----- | ---------------- | ------- |
| 01-08-11 | Argentina - Puerto Rico | 3-1       | 23-25 | 25-17 | 25-19 | 25-17 |       | 75-61            | P2 P3   |
| 01-08-11 | Túnez - España          | 0-3       | 14-25 | 18-25 | 17-25 |       |       | 49-75            | P2 P3   |
| 02-08-11 | Puerto Rico - España    | 0-3       | 07-25 | 15-25 | 18-25 |       |       | 113-110          | P2 P3   |
| 02-08-11 | Argentina - Túnez       | 3-0       | 25-17 | 25-23 | 25-22 |       |       | 75-62            | P2 P3   |
| 03-08-11 | España - Argentina      | 1-3       | 20-25 | 25-22 | 14-25 | 08-25 |       | 67-97            | P2 P3   |
| 03-08-11 | Túnez - Puerto Rico     | 2-3       | 25-20 | 13-25 | 25-23 | 20-25 | 11-15 | 94-108           | P2 P3   |

### Grupo C

#### Clasificación
| Pos | Equipo   | PJ | PG | PP | SF | SC | PTS |
| --- | -------- | -- | -- | -- | -- | -- | --- |
| 1   | Rusia    | 3  | 3  | 0  | 9  | 1  | 9   |
| 2   | India    | 3  | 2  | 1  | 6  | 4  | 6   |
| 3   | Egipto   | 3  | 1  | 2  | 3  | 7  | 3   |
| 4   | Alemania | 3  | 0  | 3  | 3  | 9  | 0   |

#### Resultados
| Fecha    | Encuentro         | Resultado | Set   | Set   | Set   | Set   | Set | Puntuación total | Reporte |
| Fecha    | Encuentro         | Resultado | 1     | 2     | 3     | 4     | 5   | Puntuación total | Reporte |
| -------- | ----------------- | --------- | ----- | ----- | ----- | ----- | --- | ---------------- | ------- |
| 01-08-11 | India - Alemania  | 3-1       | 19-25 | 25-21 | 25-23 | 25-20 |     | 75-61            | P2 P3   |
| 01-08-11 | Rusia - Egipto    | 3-0       | 25-16 | 25-16 | 25-13 |       |     | 75-45            | P2 P3   |
| 02-08-11 | Egipto - Alemania | 3-1       | 26-24 | 25-20 | 22-25 | 25-23 |     | 98-92            | P2 P3   |
| 02-08-11 | Rusia - India     | 3-0       | 25-23 | 25-17 | 25-18 |       |     | 75-58            | P2 P3   |
| 03-08-11 | India - Egipto    | 3-0       | 25-17 | 25-19 | 25-18 |       |     | 75-54            | P2 P3   |
| 03-08-11 | Alemania - Rusia  | 1-3       | 20-25 | 26-24 | 23-25 | 23-25 |     | 92-99            | P2 P3   |

### Grupo D

#### Clasificación
| Pos | Equipo  | PJ | PG | PP | SF | SC | PTS |
| --- | ------- | -- | -- | -- | -- | -- | --- |
| 1   | Serbia  | 3  | 3  | 0  | 9  | 1  | 6   |
| 2   | Irán    | 3  | 2  | 1  | 7  | 5  | 5   |
| 3   | Bélgica | 3  | 1  | 2  | 4  | 7  | 4   |
| 4   | Canadá  | 3  | 0  | 3  | 2  | 9  | 3   |

#### Resultados
| Fecha    | Encuentro        | Resultado | Set   | Set   | Set   | Set   | Set   | Puntuación total | Reporte |
| Fecha    | Encuentro        | Resultado | 1     | 2     | 3     | 4     | 5     | Puntuación total | Reporte |
| -------- | ---------------- | --------- | ----- | ----- | ----- | ----- | ----- | ---------------- | ------- |
| 01-08-11 | Irán - Canadá    | 3-0       | 25-16 | 25-19 | 25-20 |       |       | 75-58            | P2 P3   |
| 01-08-11 | Serbia - Bélgica | 3-0       | 25-21 | 25-15 | 25-16 |       |       | 75-52            | P2 P3   |
| 02-08-11 | Canadá - Bélgica | 0-3       | 23-25 | 22-25 | 17-25 |       |       | 62-75            | P2 P3   |
| 02-08-11 | Irán - Serbia    | 2-3       | 25-23 | 25-22 | 28-30 | 18-25 | 13-15 | 109-115          | P2 P3   |
| 03-08-11 | Bélgica - Irán   | 1-3       | 20-25 | 25-23 | 23-25 | 17-25 |       | 85-98            | P2 P3   |
| 03-08-11 | Serbia - Canadá  | 3-2       | 25-17 | 19-25 | 25-15 | 21-25 | 15-04 | 105-86           | P2 P3   |

#### Clasificación para la Segunda Fase
| – | Clasificado para competir del 1° al 8° lugar.  |
| – | Clasificado para competir del 9° al 16° lugar. |

## Segunda fase

### Grupo E

#### Clasificación
| Pos | Equipo         | PJ | PG | PP | SF | SC | PTS |
| --- | -------------- | -- | -- | -- | -- | -- | --- |
| 1   | Rusia          | 3  | 3  | 0  | 9  | 2  | 8   |
| 2   | Estados Unidos | 3  | 2  | 1  | 8  | 6  | 6   |
| 3   | Irán           | 3  | 1  | 2  | 4  | 6  | 3   |
| 4   | España         | 3  | 0  | 3  | 2  | 9  | 1   |

#### Resultados
| Fecha    | Encuentro               | Resultado | Set   | Set   | Set   | Set   | Set   | Puntuación total | Reporte |
| Fecha    | Encuentro               | Resultado | 1     | 2     | 3     | 4     | 5     | Puntuación total | Reporte |
| -------- | ----------------------- | --------- | ----- | ----- | ----- | ----- | ----- | ---------------- | ------- |
| 05-08-11 | España - Rusia          | 0-3       | 20-25 | 18-25 | 20-25 |       |       | 58-75            | P2 P3   |
| 05-08-11 | Estados Unidos - Irán   | 3-1       | 22-25 | 25-20 | 25-15 | 25-17 |       | 97-77            | P2 P3   |
| 06-08-11 | Irán - Rusia            | 0-3       | 21-25 | 19-25 | 22-25 |       |       | 62-75            | P2 P3   |
| 06-08-11 | Estados Unidos - España | 3-2       | 25-21 | 20-25 | 26-24 | 28-30 | 15-11 | 114-111          | P2 P3   |
| 07-08-11 | España - Irán           | 0-3       | 24-26 | 20-25 | 23-25 |       |       | 67-76            | P2 P3   |
| 07-08-11 | Rusia - Estados Unidos  | 3-2       | 19-25 | 27-29 | 25-21 | 25-17 | 15-13 | 111-105          | P2 P3   |

### Grupo F

#### Clasificación
| Pos | Equipo    | PJ | PG | PP | SF | SC | PTS |
| --- | --------- | -- | -- | -- | -- | -- | --- |
| 1   | Argentina | 3  | 2  | 1  | 8  | 5  | 7   |
| 2   | Serbia    | 3  | 2  | 1  | 6  | 6  | 5   |
| 3   | Brasil    | 3  | 1  | 2  | 6  | 6  | 4   |
| 4   | India     | 3  | 1  | 2  | 5  | 8  | 2   |

#### Resultados
| Fecha    | Encuentro          | Resultado | Set   | Set   | Set   | Set   | Set   | Puntuación total | Reporte |
| Fecha    | Encuentro          | Resultado | 1     | 2     | 3     | 4     | 5     | Puntuación total | Reporte |
| -------- | ------------------ | --------- | ----- | ----- | ----- | ----- | ----- | ---------------- | ------- |
| 05-08-11 | Argentina - India  | 3-1       | 25-21 | 23-25 | 25-16 | 25-19 |       | 98-81            | P2 P3   |
| 05-08-11 | Brasil - Serbia    | 3-0       | 25-16 | 25-19 | 25-21 |       |       | 75-56            | P2 P3   |
| 06-08-11 | Serbia - India     | 3-1       | 25-13 | 19-25 | 25-22 | 27-25 |       | 96-85            | P2 P3   |
| 06-08-11 | Brasil - Argentina | 1-3       | 25-14 | 20-25 | 24-26 | 17-25 |       | 86-90            | P2 P3   |
| 07-08-11 | Argentina - Serbia | 2-3       | 26-24 | 18-25 | 25-20 | 10-25 | 09-15 | 88-109           | P2 P3   |
| 07-08-11 | India - Brasil     | 3-2       | 36-34 | 22-25 | 21-25 | 25-17 | 16-14 | 120-115          | P2 P3   |

### Grupo G

#### Clasificación
| Pos | Equipo | PJ | PG | PP | SF | SC | PTS |
| --- | ------ | -- | -- | -- | -- | -- | --- |
| 1   | Canadá | 3  | 3  | 0  | 9  | 3  | 8   |
| 2   | Japón  | 3  | 2  | 1  | 6  | 5  | 5   |
| 3   | Túnez  | 3  | 1  | 2  | 4  | 7  | 3   |
| 4   | Egipto | 3  | 0  | 3  | 5  | 9  | 2   |

#### Resultados
| Fecha    | Encuentro       | Resultado | Set   | Set   | Set   | Set   | Set   | Puntuación total | Reporte |
| Fecha    | Encuentro       | Resultado | 1     | 2     | 3     | 4     | 5     | Puntuación total | Reporte |
| -------- | --------------- | --------- | ----- | ----- | ----- | ----- | ----- | ---------------- | ------- |
| 05-08-11 | Japón - Canadá  | 0-3       | 12-25 | 17-25 | 14-25 |       |       | 43-75            | P2 P3   |
| 05-08-11 | Túnez - Egipto  | 3-1       | 23-25 | 25-21 | 25-18 | 25-13 |       | 98-77            | P2 P3   |
| 06-08-11 | Canadá - Egipto | 3-2       | 19-25 | 25-20 | 25-17 | 21-25 | 15-11 | 105-98           | P2 P3   |
| 06-08-11 | Japón - Túnez   | 3-0       | 25-19 | 25-20 | 25-18 |       |       | 75-57            | P2 P3   |
| 07-08-11 | Túnez - Canadá  | 1-3       | 20-25 | 21-25 | 25-21 | 23-25 |       | 89-96            | P2 P3   |
| 07-08-11 | Egipto - Japón  | 2-3       | 18-25 | 25-15 | 25-20 | 21-25 | 14-16 | 103-101          | P2 P3   |

### Grupo H

#### Clasificación
| Pos | Equipo      | PJ | PG | PP | SF | SC | PTS |
| --- | ----------- | -- | -- | -- | -- | -- | --- |
| 1   | Bélgica     | 3  | 3  | 0  | 9  | 3  | 8   |
| 2   | Alemania    | 3  | 2  | 1  | 8  | 4  | 7   |
| 3   | Bulgaria    | 3  | 1  | 2  | 4  | 6  | 3   |
| 4   | Puerto Rico | 3  | 0  | 3  | 1  | 9  | 0   |

#### Resultados
| Fecha    | Encuentro              | Resultado | Set   | Set   | Set   | Set   | Set   | Puntuación total | Reporte |
| Fecha    | Encuentro              | Resultado | 1     | 2     | 3     | 4     | 5     | Puntuación total | Reporte |
| -------- | ---------------------- | --------- | ----- | ----- | ----- | ----- | ----- | ---------------- | ------- |
| 05-08-11 | Puerto Rico - Alemania | 1-3       | 14-25 | 22-25 | 34-32 | 12-25 |       | 82-107           | P2 P3   |
| 05-08-11 | Bulgaria - Bélgica     | 1-3       | 23-25 | 19-25 | 25-22 | 23-25 |       | 90-97            | P2 P3   |
| 06-08-11 | Bélgica - Alemania     | 3-2       | 23-25 | 25-20 | 28-26 | 21-25 | 15-10 | 112-106          | P2 P3   |
| 06-08-11 | Bulgaria - Puerto Rico | 3-0       | 25-15 | 25-12 | 25-18 |       |       | 75-45            | P2 P3   |
| 07-08-11 | Puerto Rico - Bélgica  | 0-3       | 22-25 | 19-25 | 21-25 |       |       | 62-75            | P2 P3   |
| 07-08-11 | Alemania - Bulgaria    | 3-0       | 25-23 | 29-27 | 26-24 |       |       | 80-74            | P2 P3   |

## Fase final

### Final 13° y 15º puesto
|  | Semifinales | Semifinales |   |        | 13º puesto  | 13º puesto |  |
|  |             |             |   |        |             |            |  |
|  |             |             |   |        |             |            |  |
|  |             |             |   |        |             |            |  |
|  | Túnez       | 3           |   |        |             |            |  |
|  | Puerto Rico | 2           |   |        |             |            |  |
|  |             |             |   |        |             |            |  |
|  |             |             |   |        |             |            |  |
|  |             |             |   |        | Túnez       | 0          |  |
|  |             | Bulgaria    | 3 |        |             |            |  |
|  |             |             |   |        |             |            |  |
|  |             |             |   |        |             |            |  |
|  |             |             |   |        | 15º puesto  |            |  |
|  |             |             |   |        |             |            |  |
|  | Bulgaria    | 3           |   | Egipto | 3           |            |  |
|  | Egipto      | 0           |   |        | Puerto Rico | 1          |  |

### Clasificación 13°-16°
| Fecha    | Encuentro           | Resultado | Set   | Set   | Set   | Set   | Set   | Puntuación total | Reporte |
| Fecha    | Encuentro           | Resultado | 1     | 2     | 3     | 4     | 5     | Puntuación total | Reporte |
| -------- | ------------------- | --------- | ----- | ----- | ----- | ----- | ----- | ---------------- | ------- |
| 08-08-11 | Túnez - Puerto Rico | 3-2       | 27-29 | 25-21 | 25-21 | 23-25 | 15-12 | 115-108          | P2 P3   |
| 08-08-11 | Bulgaria - Egipto   | 3-0       | 25-22 | 25-19 | 25-19 |       |       | 75-31            | P2 P3   |

### Clasificación 15°
| Fecha    | Encuentro            | Resultado | Set   | Set   | Set   | Set   | Set | Puntuación total | Reporte |
| Fecha    | Encuentro            | Resultado | 1     | 2     | 3     | 4     | 5   | Puntuación total | Reporte |
| -------- | -------------------- | --------- | ----- | ----- | ----- | ----- | --- | ---------------- | ------- |
| 09-08-11 | Egipto - Puerto Rico | 3-1       | 17-25 | 25-14 | 25-23 | 25-21 |     | 92-83            | P2 P3   |

### Clasificación 13°
| Fecha    | Encuentro        | Resultado | Set   | Set   | Set   | Set | Set | Puntuación total | Reporte |
| Fecha    | Encuentro        | Resultado | 1     | 2     | 3     | 4   | 5   | Puntuación total | Reporte |
| -------- | ---------------- | --------- | ----- | ----- | ----- | --- | --- | ---------------- | ------- |
| 09-08-11 | Túnez - Bulgaria | 0-3       | 15-25 | 22-25 | 17-25 |     |     | 54-75            | P2 P3   |

### Final 9° y 11º puesto
|  | Semifinales | Semifinales |   |       | 9º puesto  | 9º puesto |  |
|  |             |             |   |       |            |           |  |
|  |             |             |   |       |            |           |  |
|  |             |             |   |       |            |           |  |
|  | Alemania    | 3           |   |       |            |           |  |
|  | Canadá      | 1           |   |       |            |           |  |
|  |             |             |   |       |            |           |  |
|  |             |             |   |       |            |           |  |
|  |             |             |   |       | Alemania   | 2         |  |
|  |             | Bélgica     | 3 |       |            |           |  |
|  |             |             |   |       |            |           |  |
|  |             |             |   |       |            |           |  |
|  |             |             |   |       | 11º puesto |           |  |
|  |             |             |   |       |            |           |  |
|  | Bélgica     | 3           |   | Japón | 0          |           |  |
|  | Japón       | 0           |   |       | Canadá     | 3         |  |

### Clasificación 9°-12°
| Fecha    | Encuentro         | Resultado | Set   | Set   | Set   | Set   | Set | Puntuación total | Reporte |
| Fecha    | Encuentro         | Resultado | 1     | 2     | 3     | 4     | 5   | Puntuación total | Reporte |
| -------- | ----------------- | --------- | ----- | ----- | ----- | ----- | --- | ---------------- | ------- |
| 09-08-11 | Canadá - Alemania | 1-3       | 25-16 | 19-25 | 23-25 | 18-25 |     | 85-91            | P2 P3   |
| 09-08-11 | Bélgica - Japón   | 3-0       | 25-19 | 25-22 | 25-18 |       |     | 75-59            | P2 P3   |

### Clasificación 11°
| Fecha    | Encuentro      | Resultado | Set   | Set   | Set   | Set | Set | Puntuación total | Reporte |
| Fecha    | Encuentro      | Resultado | 1     | 2     | 3     | 4   | 5   | Puntuación total | Reporte |
| -------- | -------------- | --------- | ----- | ----- | ----- | --- | --- | ---------------- | ------- |
| 10-08-11 | Canadá - Japón | 3-0       | 25-23 | 25-20 | 25-19 |     |     | 75-62            | P2 P3   |

### Clasificación 9°
| Fecha    | Encuentro          | Resultado | Set   | Set   | Set   | Set   | Set   | Puntuación total | Reporte |
| Fecha    | Encuentro          | Resultado | 1     | 2     | 3     | 4     | 5     | Puntuación total | Reporte |
| -------- | ------------------ | --------- | ----- | ----- | ----- | ----- | ----- | ---------------- | ------- |
| 10-08-11 | Alemania - Bélgica | 2-3       | 22-25 | 25-22 | 25-22 | 28-30 | 11-15 | 111-114          | P2 P3   |

### Final 5° y 7º puesto
|  | Semifinales | Semifinales |   |       | 5º puesto | 5º puesto |  |
|  |             |             |   |       |           |           |  |
|  |             |             |   |       |           |           |  |
|  |             |             |   |       |           |           |  |
|  | Irán        | 3           |   |       |           |           |  |
|  | India       | 0           |   |       |           |           |  |
|  |             |             |   |       |           |           |  |
|  |             |             |   |       |           |           |  |
|  |             |             |   |       | Brasil    | 3         |  |
|  |             | Irán        | 2 |       |           |           |  |
|  |             |             |   |       |           |           |  |
|  |             |             |   |       |           |           |  |
|  |             |             |   |       | 7º puesto |           |  |
|  |             |             |   |       |           |           |  |
|  | España      | 1           |   | India | 2         |           |  |
|  | Brasil      | 3           |   |       | España    | 3         |  |

### Clasificación 5°-8°
| Fecha    | Encuentro       | Resultado | Set   | Set   | Set   | Set   | Set | Puntuación total | Reporte |
| Fecha    | Encuentro       | Resultado | 1     | 2     | 3     | 4     | 5   | Puntuación total | Reporte |
| -------- | --------------- | --------- | ----- | ----- | ----- | ----- | --- | ---------------- | ------- |
| 09-08-11 | Irán - India    | 3-0       | 25-11 | 25-22 | 25-21 |       |     | 75-57            | P2 P3   |
| 09-08-11 | Brasil - España | 3-1       | 25-20 | 18-25 | 25-20 | 25-16 |     | 93-81            | P2 P3   |

### Clasificación 7°
| Fecha    | Encuentro      | Resultado | Set   | Set   | Set   | Set   | Set   | Puntuación total | Reporte |
| Fecha    | Encuentro      | Resultado | 1     | 2     | 3     | 4     | 5     | Puntuación total | Reporte |
| -------- | -------------- | --------- | ----- | ----- | ----- | ----- | ----- | ---------------- | ------- |
| 10-08-11 | India - España | 2-3       | 25-21 | 25-17 | 21-25 | 12-25 | 17-19 | 100-107          | P2 P3   |

### Clasificación 5°
| Fecha    | Encuentro     | Resultado | Set   | Set   | Set   | Set   | Set   | Puntuación total | Reporte |
| Fecha    | Encuentro     | Resultado | 1     | 2     | 3     | 4     | 5     | Puntuación total | Reporte |
| -------- | ------------- | --------- | ----- | ----- | ----- | ----- | ----- | ---------------- | ------- |
| 10-08-11 | Irán - Brasil | 2-3       | 22-25 | 25-20 | 25-19 | 22-25 | 10-15 | 104-104          | P2 P3   |

### Final 1° y 3º puesto
|  | Semifinales    | Semifinales |   |        | 1º puesto      | 1º puesto |  |
|  |                |             |   |        |                |           |  |
|  |                |             |   |        |                |           |  |
|  |                |             |   |        |                |           |  |
|  | Estados Unidos | 1           |   |        |                |           |  |
|  | Argentina      | 3           |   |        |                |           |  |
|  |                |             |   |        |                |           |  |
|  |                |             |   |        |                |           |  |
|  |                |             |   |        | Argentina      | 2         |  |
|  |                | Rusia       | 3 |        |                |           |  |
|  |                |             |   |        |                |           |  |
|  |                |             |   |        |                |           |  |
|  |                |             |   |        | 3º puesto      |           |  |
|  |                |             |   |        |                |           |  |
|  | Rusia          | 3           |   | Serbia | 3              |           |  |
|  | Serbia         | 1           |   |        | Estados Unidos | 1         |  |

### Clasificación 1°-4°
| Fecha    | Encuentro                  | Resultado | Set   | Set   | Set   | Set   | Set | Puntuación total | Reporte |
| Fecha    | Encuentro                  | Resultado | 1     | 2     | 3     | 4     | 5   | Puntuación total | Reporte |
| -------- | -------------------------- | --------- | ----- | ----- | ----- | ----- | --- | ---------------- | ------- |
| 09-08-11 | Argentina - Estados Unidos | 3-1       | 27-29 | 28-26 | 25-19 | 25-20 |     | 105-94           | P2 P3   |
| 09-08-11 | Rusia - Serbia             | 3-1       | 25-22 | 25-15 | 23-25 | 25-13 |     | 98-75            | P2 P3   |

### Clasificación 3°
| Fecha    | Encuentro               | Resultado | Set   | Set   | Set   | Set   | Set | Puntuación total | Reporte |
| Fecha    | Encuentro               | Resultado | 1     | 2     | 3     | 4     | 5   | Puntuación total | Reporte |
| -------- | ----------------------- | --------- | ----- | ----- | ----- | ----- | --- | ---------------- | ------- |
| 10-08-11 | Estados Unidos - Serbia | 1-3       | 15-25 | 20-25 | 25-23 | 13-25 |     | 73-98            | P2 P3   |

### Clasificación 1°
| Fecha    | Encuentro         | Resultado | Set   | Set   | Set   | Set   | Set   | Puntuación total | Reporte |
| Fecha    | Encuentro         | Resultado | 1     | 2     | 3     | 4     | 5     | Puntuación total | Reporte |
| -------- | ----------------- | --------- | ----- | ----- | ----- | ----- | ----- | ---------------- | ------- |
| 10-08-11 | Argentina - Rusia | 2-3       | 19-25 | 25-23 | 25-21 | 18-25 | 12-15 | 99-109           | P2 P3   |

## Podio
| Rusia     |
| 8º Título |
| Rusia     |

## Clasificación General
| Pos | Equipo         |
| --- | -------------- |
|     | Rusia          |
|     | Argentina      |
|     | Serbia         |
| 4   | Estados Unidos |
| 5   | Brasil         |
| 6   | Irán           |
| 7   | España         |
| 8   | India          |
| 9   | Bélgica        |
| 10  | Alemania       |
| 11  | Canadá         |
| 12  | Japón          |
| 13  | Bulgaria       |
| 14  | Túnez          |
| 15  | Egipto         |
| 16  | Puerto Rico    |

## Distinciones individuales
| - Most Valuable Player - Leonid Shchadilov (RUS) - Mejor Anotadora - Aleksandar Atanasijevic (SER) - Mejor Atacante - Leonid Shchadilov (RUS) - Mejor Bloqueador - Igor Filippov (RUS) - Mejor Sacador - Amir Ghafour (IRI) | - Mejor Defensa - Tomas Ruiz (ARG) - Mejor Armador - Jesus Bruque (ESP) - Mejor Recepción - S. Kanagaraj (IND) - Mejor Líbero - Aleksey Kabeshov (RUS) |

| Predecesor: India 2009 | Campeonato Mundial de Voleibol Masculino Sub-21 Brasil 2011 | Sucesor: Turquía 2013 |

- Datos: Q2696981